# Elvis Peeters
Elvis Peeters, pseudonyme de Jos Verlooy, est auteur et chanteur du groupe Aroma di Amore, et un écrivain belge d'expression néerlandaise né en 1957.
Il est également le chanteur des groupes De Legende, Peeters en Angst et Bange konijnen.

## Discographie sous son nom propre
- 1997 - Nooit meer slapen